# Western blot

Przykładowy western blot – ekspozycja na kliszy fotograficznej z użyciem drugorzędowych przeciwciał sprzężonych z peroksydazą chrzanową, katalizującą chemiluminescencję

Western blot, western blotting, immunoblotting – metoda stosowana w biologii molekularnej służąca do wykrywania określonych białek. Technika ta obejmuje przygotowanie próbek z mieszaniną białek, elektroforezę, przeniesienie rozdzielonych białek z żelu na membranę, inkubację z odpowiednimi przeciwciałami i detekcję pożądanego białka.

## Procedura

### Przygotowanie próbek
Badane białka muszą zostać uwolnione z komórek przy użyciu technik rozbijania tkanek lub dezintegracji komórek, a następnie oczyszczania białek. Dla lepszego rozpuszczenia białek dodaje się czynniki chaotropowe, redukujące, detergenty, bufory, sole. Następnie określa się stężenie białek w próbkach, aby użyć odpowiednich ilości w elektroforezie.

### Elektroforeza

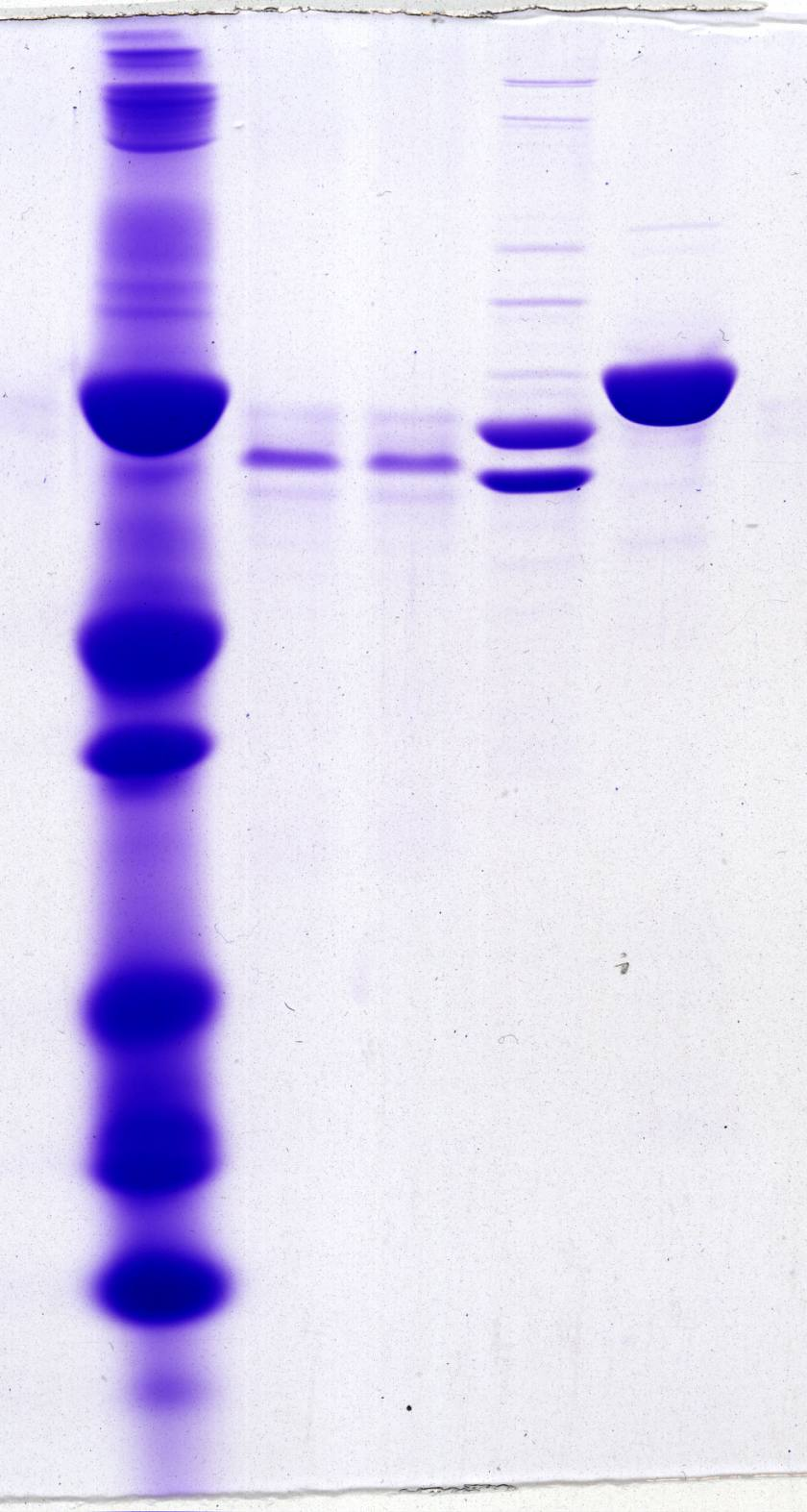
Żel po elektroforezie z widocznymi prążkami markera masy oraz białek wybarwionych błękitem Coomassie

Próbki poddaje się elektroforezie w żelu poliakryloamidowym w obecności SDS (SDS-PAGE). Zdenaturowane białka w wyniku tego procesu zostają rozdzielone według ich mas cząsteczkowych. Mają one postać serii prążków na żelu, które można zwizualizować przez barwienie błękitem Coomassie lub srebrem. 
Rzadziej stosuje się elektroforezę w niedenaturujących warunkach, bez SDS. Na rozdział taki ma wpływ wtedy również natywny ładunek białka, ponadto interakcje między białkami, więc skutek takiego rozdziału jest nieprzewidywalny (na przykład jedne białka mogą migrować w stronę jednej elektrody, inne w stronę drugiej). 

### Elektrotransfer białek
Następnie rozdzielone białka w żelu zostają przeniesione (odciśnięte, ang. blotting) w wyniku działania pola elektrycznego na membranę, gdzie zostają związane. Używa się w tym celu najczęściej membrany nitrocelulozowej lub PVDF. Membrany PVDF są bardziej wytrzymałe mechanicznie i mniej wrażliwe na działanie rozpuszczalników organicznych. Najrzadziej używanymi membranami w immunoblottingu są membrany nylonowe. Efektywność przeniesienia białek z żelu na membranę można ocenić, wybarwiając ją odwracalnie pąsem S (Ponceau S). Po obserwacji barwnik można szybko usunąć przez przemywanie i przystąpić do dalszych analiz.
Wyróżnia się dwa typy elektrotransferu – mokry i półsuchy. Transfer mokry przebiega w naczyniu wypełnionym buforem. Żel, membrana i bibuły Whatmana tworzące „kanapkę” pomiędzy dwiema elektrodami ułożone są pionowo. Przy dłuższym transferze (ponad godzinnym) przeprowadzanym w taki sposób konieczne jest chłodzenie.
W przypadku elektrotransferu półsuchego „kanapka” żel-membrana obłożona jest kilkoma warstwami bibuły Whatmana nawilżonej buforem i ułożona w pozycji poziomej. W ten sposób białka przenoszone są szybciej, zwykle taniej, potrzeba mniej buforu i można stosować różne bufory po stronie anody i katody. Z reguły jednak wydajność przeniesienia białek jest niższa. 
Podstawowym buforem w elektrotransferze białek jest bufor Tris-glicyna, na ogół o pH wyższym niż pI przenoszonych białek. Stosuje się także dodatki w postaci metanolu lub SDS. SDS przyśpiesza migrację białek, ale może osłabiać wiązanie białek do membrany. Metanol ułatwia dysocjację kompleksów SDS-białko, wzmacnia wiązanie białek do membrany, ale może powodować denaturację dużych białek, obniżać wydajność przenoszenia białek, chemicznie je modyfikować.

### Użycie przeciwciał
Membranę z białkami inkubuje się w roztworze odtłuszczonego mleka w proszku, kazeiny lub albuminy z surowicy wołowej. Substancje te rozpuszcza się w buforze stosowanym do przemywania membrany, który składa się z TBS lub PBS i niejonowego detergentu, na przykład Tween 20). Mieszanina ta to tak zwany bufor blokujący, który ostatecznie wybierany jest na drodze empirycznej. Dzięki niemu blokowana jest możliwość niespecyficznego wiązania się przeciwciał do membrany.
Następnie membranę inkubuje się z przeciwciałem związanym ze znacznikiem (metoda bezpośrednia) lub z dwoma rodzajami przeciwciał: nieznakowanym, specyficznym, rozpoznającym pożądane białko (przeciwciało pierwszorzędowe) oraz znakowanym, rozpoznającym przeciwciało pierwszorzędowe (przeciwciało drugorzędowe).
Przeciwciała drugorzędowe rozpoznają epitopy charakterystyczne dla przeciwciał gatunku, z którego pozyskano przeciwciała pierwszorzędowe. Przykładowo jeśli pierwszorzędowe przeciwciała pochodzą od myszy, przeciwciała drugorzędowe powinny pochodzić od innego zwierzęcia, np. kozy, i być skierowane przeciw przeciwciałom myszy. Taki dwustopniowy system detekcji pozwala oszczędzić czas i jest tańszy. Przeciwciała swoiste wobec konkretnego białka są bowiem unikalne, więc i kosztowne, a znakowanie we własnym zakresie pociąga za sobą straty. Roztwór do rozcieńczenia przeciwciała często jest taki sam jak bufor blokujący. Stosunek rozcieńczenia przeciwciała pierwszorzędowego ustalany jest eksperymentalnie.
Inkubacje te przeprowadza się na wytrząsarkach orbitalnych i po użyciu przeciwciał wymywa się te niespecyficznie związane odpowiednim buforem z detergentem. Zbyt intensywnie wymywanie może znacznie obniżać sygnał pochodzący od analizowanego białka; niewystarczające przemywanie może doprowadzić do uzyskania zbyt wysokiego tła.

### Detekcja
Przeciwciała mogą być znakowane markerem promieniotwórczym, a następnie obraz można uzyskać metodami autoradiografii. Przeciwciało może być również połączone (sprzęgnięte) z enzymem, dającym barwny produkt. Najczęściej w technice western blot wykorzystuje się dwa rodzaje przeciwciał, gdzie przeciwciała drugorzędowe są sprzężone z peroksydazą chrzanową, a do uwidocznienia wykorzystuje się zjawisko wzmocnionej chemiluminescencji. W procesie tym peroksydaza utlenia luminol, powoduje to emisję światła, co można zarejestrować za pomocą kliszy fotograficznej.

Schematy czynności w technice western blot
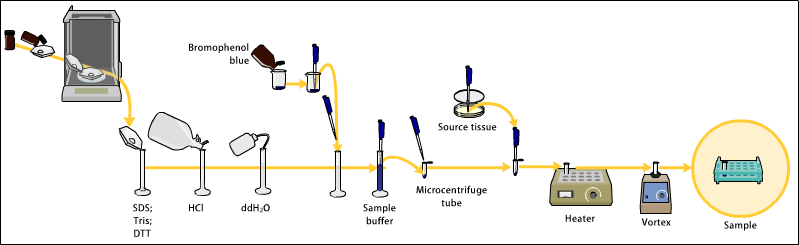
Przygotowanie próbki do elektroforezy SDS
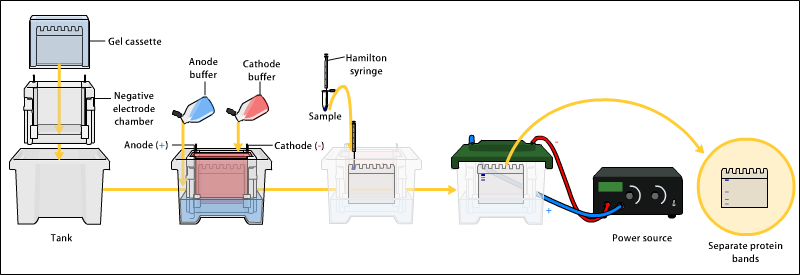
Elektroforeza SDS-PAGE
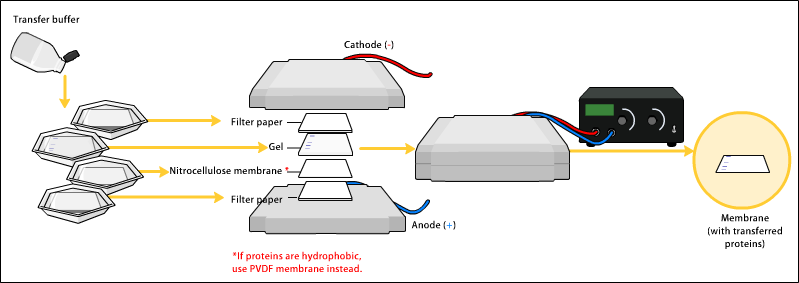
Przeniesienie białek na membranę
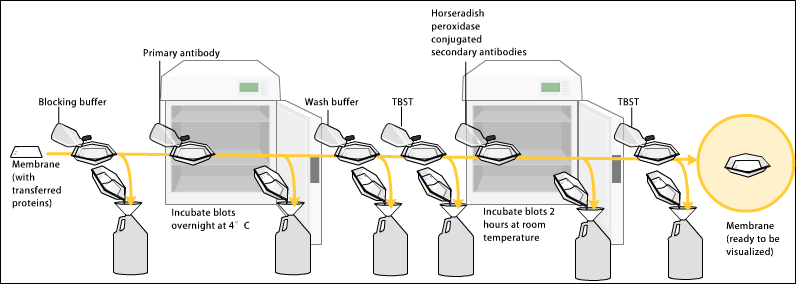
Wiązanie przeciwciał
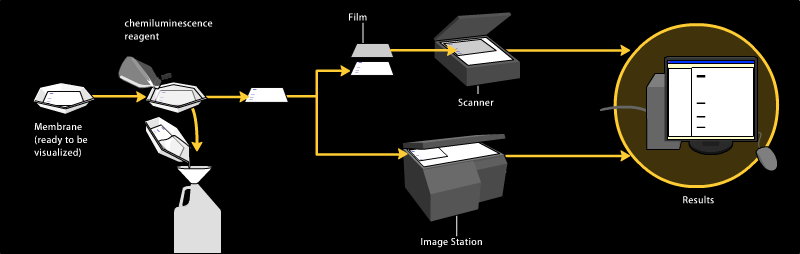
Detekcja białek techniką chemiluminescencji

## Zastosowanie
Western blot znalazł zastosowanie m.in. w diagnostyce chorób, np. w przypadku wirusowego zapalenia wątroby typu C metodą tą wykrywa się rdzeń wirusa. Stosowana jest również do diagnozy boreliozy i gruźlicy. W diagnostyce zakażenia HIV pozytywny wynik testu western blot przeprowadzany po pozytywnym wyniku testu ELISA daje 99,9% pewności. Technika western blot jest przydatna w ocenie jakości oczyszczania białka i produkcji rekombinowanych białek po klonowaniu genów.